# Phomopsis glandicola
Phomopsis glandicola är en svampart som först beskrevs av Joseph-Henri Léveillé, och fick sitt nu gällande namn av Grove 1917. Phomopsis glandicola ingår i släktet Phomopsis och familjen Diaporthaceae.   Inga underarter finns listade i Catalogue of Life.